# 도쿄 리벤저스
《도쿄 리벤저스》(일본어: 東京卍リベンジャーズ)는 와쿠이 켄의 일본 만화 작품이다. 주간 소년 매거진(코단샤)에서 2017년 13호부터 2022년 51호까지 연재되었다. 약칭: 〈東リベ 토우쿄우[*]〉.
2021년부터는 「도쿄 리벤저스」의 타이틀로 TV 애니메이션화·실사 영화화·무대화·뮤지컬화가 되었다. 불량 소년이었던 주인공이 타임 리프의 능력에 눈을 뜨고 중학교 시절에 타임 슬립한 것을 계기로 한 때의 연인이 살해되는 운명을 바꾸기 위해, 원흉이 되는 폭주족 팀으로 이루어지는 모습을 그린 서스펜스 작품. 양키 만화의 요소 이외에 SF 만화와 액션 만화의 요소가 어우러진 작풍이 특징.
제44회 코단샤 만화상 소년 부문 수상작. 2021년 12월 17일 발매의 25권에서 초판 100만부를 달성. 2024년 4월 시점에서 코믹스의 전세계 누계 발행 부수는 8000만부를 돌파하고 있다.

## 줄거리
2017년. 26세의 프리터로서 하층 사회의 생활을 하고 있던 하나가키 타케미치는, 중학교 시절의 여자친구였던 타치바나 히나타가 동생의 사람과 함께 범죄 집단 도쿄만지회의 항쟁에 휘말려 사망한 뉴스를 본다. 다음날 아르바이트로 돌아가는 길에 누군가에 떠밀려 전철의 홈으로 떨어진 하나가키는 치사(轢死)를 각오한 순간에 인생의 절정기였던 12년 전인 2005년에 타임 슬립한다. 불량스런 동료와 함께 시부야의 중학교에서 마주하고, 현지의 일대 폭주족이었던 당시의 만지회에 뭇매를 맞는 과거를 떠올린 하나가키는, 우연히 어느 사람과 조우. 그에게 히나타가 12년 후 살해되는 운명이라고 전한 결과, 히나가키는 죽음을 회피한 나오토에게 생명을 구원 받는 결과로 변경된 2017년에 귀환한다. 히나가키는 나오토의 분투 없이 히나타가 살해된 사실에 더해, 자신이 나오토와의 악수에 의해 12년 전에 타임 슬립 할 수 있는 것을 깨닫고, 히나타를 구해 최악의 미래를 바꾸기 위해, 만지회에서의 성취를 목표로 한다.

## TV 애니메이션
제1기는 2021년 4월부터 9월까지 마이니치 방송, TV 도쿄 외 에서 방송되었다. 원작의 8·3 항쟁 및 피의 할로윈 편까지가 영상화 되어 최종회는 하나가키의 권총을 뚫린 장면(원작 제73화·단행본 9권 수록)으로 막을 내리는 클리프 행거가 되었다.
제2기는 2023년 1월부터 4월까지 방송됐다. 원작의 성야 결전편(원작 제74화~제116화·단행본 9권~13권 수록)이 영상화되었다.
제3기는 같은 해 10월부터 12월까지 방송됐다. 원작의 천축편(원작 제126화~제185화·단행본 14권~21권 수록)이 영상화되었다.
2024년 6월 16일, 속편의 제작이 발표되었다.

## 실사 영화

### 제1작
2021년 7월 9일에 공개되었다. 당초는 2020년 10월 9일 공개 예정이었지만, 신형 코로나 바이러스 감염 확대의 영향으로 촬영 중단 등이 겹치면서 공개 시기가 연기가 되었다. 공개 후도 코로나가 여전히 유행 중이였지만, 첫 등장 1위가 되어 3일 동안 흥행수입 7억엔에 가까운 대히트 스타트가 되었다. 9월 26일에는 관객 동원수 328만명, 흥행수입 43.8억엔을 돌파해 2021년 공개작품 속에서 실사 No.1 흥행수입을 기록했다.

#### 출연 (영화 시리즈)
- 키타무라 타쿠미 - 하나가키 타케미치 역
- 이마다 미오 - 타치바나 히나타 역
- 스기노 요스케 - 타치바나 나오토 역
- 요시자와 료 - 마이키(사노 만지로) 역
- 야마다 유키 - 드라켄(류구지 켄) 역
- 나가야마 아야토 - 바지 케이스케 역
- 타카스기 마히로 - 마츠노 치유키 역
- 마에다 고든 - 미츠야 타카시 역
- 호리야 카즈키 - 하야시다 하루키 역
- 스즈키 노부유키 - 키요미즈 마사타카 역
- 이소무라 하야토 - 센도 아츠시 역
- 타가와 하야시 - 야마모토 타쿠야 역
- 다카하시 사토시 - 스즈키 마코토 역
- 도도 히나타 - 야마기시 카즈시 역
- 나카무라 유우지 - 키시노 역
- 미나토 쇼키 - 나가우치 노부타카 역
- 타나카 타케토 - 초메 역
- 이마무라 켄토 - 쵼보 역
- 야마구치 다이치 - 쵸지 역
- 타카라 켄고 - 사노 신이치로 역
- 쿠리하라 류 - 아시야 난초 역
- 도요타 유다이 - 하이타니 린도 역
- 시미즈 히로야 - 한마 슈지 역
- 마미야 쇼타로 - 키사키 텟타 역
- 무라카미 니지로 - 하노미야 이치토라 역

#### 스태프 (제1작)
- 원작 - 와쿠이 켄 〈도쿄 리벤저스〉 (코단샤 〈주간 소년 매거진〉)
- 감독 - 하나부사 츠토무
- 각본 - 다카하시 이즈미
- 음악 - 야마토 유타카
- 주제가 - SUPER BEAVER 〈名前を呼ぶよ〉 (소니 뮤직 레이블)
- 제작 - 이시하라 타카시, 이케다 히로유키, 마츠모토 토모
- 프로듀서 - 오카다 쇼타, 이나바 나오토
- 촬영 - 에자키 토모오
- 조명 - 미요시 아키요
- 녹음 - 카가 아키히코
- 미술 - 사쿠시마 에리, 카토 타쿠로
- 의상 - 미야모토 마사에, 사토 미유키
- 헤어 메이크업 - 스다 리에
- 편집 - 사가라 나오이치로
- 음향 효과 - 시바사키 겐지
- 액션 감독 - 모로카지 유타
- VFX 수퍼바이저 - 무라카미 유야
- 조감독 - 후루카와 고
- 배급 - 워너 브라더스 픽처스 재팬
- 제작 프로덕션 - 카도카와 다이에이 스튜디오
- 제작 - 영화 〈도쿄 리벤저스〉 제작위원회(후지 TV, 워너 브라더스 픽처스 재팬, 코단샤)

### 제2작·제3작
2022년 7월 30일에 제작이 발표되어, 같은 해 11월 14일에 정식 타이틀이 결정되어, 2023년 골든위크(GW)에 도쿄 리벤저스2 전편 '운명', 같은 해 여름에 후편 '결전'의 전후편 2부작이 공개가 되는 것이 발표 되었다. 후편 '결전'은 2023년 4월 21일, 후편 '결전'은 6월 30일에 각각 공개되었다.

#### 스태프 (제2작·제3작)
- 원작 - 와쿠이 켄 〈도쿄 리벤저스〉 (코단샤 〈주간 소년 매거진〉)
- 감독 - 하나부사 츠토무
- 각본 - 다카하시 이즈미
- 음악 - 야마토 유타카
- 주제가 - SUPER BEAVER (소니 뮤직 레이블)
  - 〈グラデーション〉 (전편 '운명')
  - 〈儚くない〉 (후편 '결전')
- 제작 - 이시하라 타카시, 이케다 히로유키, 마츠모토 토모
- 프로듀서 - 오카다 쇼타, 이나바 나오토
- 촬영 - 에자키 토모오
- 조명 - 미요시 아키요
- 녹음 - 카가 아키히코
- 미술 - 사쿠시마 에리, 카토 타쿠로
- 의상 - 미야모토 마사에, 사토 미유키
- 헤어 메이크업 - 스다 리에
- 편집 - 사가라 나오이치로
- 음향 효과 - 시바사키 겐지
- 액션 감독 - 모로카지 유타
- VFX 수퍼바이저 - 무라카미 유야
- 조감독 - 후루카와 고
- 배급 - 워너 브라더스 픽처스 재팬
- 제작 프로덕션 - 카도카와 다이에이 스튜디오
- 제작 - 영화 〈도쿄 리벤저스〉 제작위원회(후지 TV, 워너 브라더스 픽처스 재팬, 코단샤)

### 텔레비전 방송

#### 제1작
| 회수 | 방송국  | 프로그램명 (방송 프레임) | 방송 형태 | 방송일          | 방송 시간     | 방송 분 | 시청률(관동 지구) |
| ---- | ------- | ------------------------ | --------- | --------------- | ------------- | ------- | ----------------- |
| 1    | 후지 TV | 토요일 프리미엄          | 본편 노컷 | 2022년 7월 30일 | 21:00 - 23:30 | 150분   | 8.7%              |
| 2    | 후지 TV | 토요일 프리미엄          |           | 2023년 4월 15일 | 21:00 - 23:30 | 150분   | 7.1%              |